# Birinchi Kumar Barua
Birinchi Kumar Barua (* 10. November 1908 in Nagaon, Assam, Indien; † 30. März 1964 in Guwahati) war ein indischer Sprach- und Literaturwissenschaftler assamesischer Volkszugehörigkeit, Schriftsteller und Wissenschaftsorganisator.

## Leben

### Herkunft und Studium
Barua wurde als Sohn einer alten Beamtenfamilie, die schon unter den Ahomkönigen Ämter innehatte, in Assam geboren. Nach Grund- und Oberschule am Geburtsort wurde er 1930 am Presidency College in Kalkutta (heute Kolkata) aufgenommen, wo er sich vor allem in Pali, der Liturgiesprache der Buddhisten, auszeichnete. Dort erhielt er auch die ebenso seltene wie begehrte Ishan-Scholarship (Ishan Uday), zuerkannt, die bis heute an ausgewählte Schüler mit geringem Familieneinkommen aus dem Nordosten Indiens vergeben wird.
Barua engagierte sich bereits in Kalkutta im sozialen und sprachwissenschaftlichen Bereich, wo er die „Assamese Students Welfare League“ („Wohlfahrts-Liga assamesischer Studenten“) gründete; gleichzeitig förderte er das Studium des assamesischen Schriftstellers Lakshminath Bezbaroa (1864–1938) und betätigte sich als Herausgeber und Verfasser von Zeitschriften und Büchern für Kinder und die Jugend (1935 „Okon“, 1948 „Ranghar“). Aufgrund seiner hervorragenden Leistungen für die Aufnahme in den damals noch britischen Indian Civil Service (ICS) vorgeschlagen, scheiterte Barua lediglich an seinen mangelnden Reitfähigkeiten.

### Einsatz für die assamesische Sprache
Nach einer Tätigkeit als Dozent für Moderne Indische Sprachen (Assamesisch) an der Universität Kalkutta trat er ins Cotton College in Guwahati ein. 1945 bildete er sich an der Londoner School of Oriental and African Studies (SOAS) unter Codrington fort und verfasste „A Cultural History of Assam“, mit der er 1947 zum Dr. phil. (Ph.D.) promoviert wurde. Zurück am Cotton College nahm er bei der Gründung der neuen assamesischen Universität von Guwahati durch seine organisatorischen Fähigkeiten und seinen Einsatz für die Eigenständigkeit der assamesischen Tradition und Sprache eine führende Stellung ein. Verschiedene Studien und Projekte über die Folklore des Bundesstaates folgten, die Barua über die Landesgrenzen hinaus bekannt machten. 1961 wurde er als Indiens Repräsentant in kulturellen Angelegenheiten in die Sowjetunion entsandt, 1963 als Visiting Professor für indische Folklore an die Indiana University in die Vereinigten Staaten eingeladen. Seine „History of Assamese Literature“ (1964) gilt bis heute als Standardwerk.
Während des chinesischen Einfalls in Assam (Indisch-Chinesischer Grenzkrieg) 1962 betätigte sich Barua durch die Organisation von Versammlungen, Aufmärschen und Appellen an die Bevölkerung.
Bei den Vorbereitungen zur 22. All India Oriental Conference, die in seiner Universitätsstadt Guwahati stattfinden sollte, erlag Barua nach längerem Leiden einem Herzinfarkt.

### Würdigung
Baruas Verdienste um die assamesische Sprache liegen nicht nur in der eigentlichen Dekolonisierung – er selbst verfasste zahlreiche Schriften in Englisch als auch in Assamesisch –, sondern auch, als Gründungsmitglied der indischen Sprachenkommission (Government of India’s Language Commission), in der Befreiung von der Bevormundung durch das literarisch bereits weiter fortgeschrittene Bengalische sowie der Emanzipation der Sprache vom Hindi und vom Sanskrit. Während der sprachlich motivierten Wirren in Teilen Assams und Westbengalens (language riots) im Jahr 1960 setzte er sich daher für vertieften kulturellen Austausch zur Vermeidung von zentrifugalen Tendenzen ein. Als Autor von Romanen und Prosaschriften lieferte Barua selbst Beiträge zur jungen assamesischen Literatur und zum Theater, während er als Verfasser und Herausgeber von Lehrbüchern die Grundlagen für das Studium des Assami an den Universitäten des Landes schuf. Durch Radiosendungen (All India Radio) trug er zur Verbreitung der assamesischen Klassiker und Literatur bei, während er auf wissenschaftlichem Gebiet in der Assam Academy of Cultural Affairs tätig war.
Sein Leben und Werk wird dokumentiert vom „Birinchi Kumar Barua Memorial Trust“, Guwahati, der sich unter der Leitung seines Sohnes Boijayanta („Raj“) Baruah auch der Herausgabe seiner Gesammelten Werke in drei Bänden widmet (Birinchi Kumar Barua Rachanawali).
Für seine „Geschichte der assamesischen Literatur“ (Asomar Loka Sanskrit) erhielt er 1965 posthum den Preis der Indischen Akademie der Wissenschaften (Sahitya Akademi).

### Ehe, Familie, Charakter
Barua war seit 1949 verheiratet mit Shanti Chayya Baruah (1925–2002?), aus der Ehe gingen drei Söhne hervor. Barua galt als warmherzig, gesellig, breit interessiert und sozial engagiert; sein dynamisches, bisweilen aufbrausendes Wesen wurde nach Aussage seiner Schüler und Freunde durch seine nie ermüdende Hingabe an das Studium und die Förderung der assamesischen Kultur, Sprache und Folklore gemildert.
Der unverändert erhalten gebliebene Familiensitz aus den 1950er Jahren (40, M.C. Road, Uzanbazar,Guwahati - 781 001, Assam) wird heute u. a. als Gästehaus genutzt.
Der in Deutschland tätige Historiker Nirode Kumar Barooah, Köln/Bonn („Chatto“ 2004), ist ein Neffe von B. K. Barua.

## Schriften (Auswahl)

### Gesamtwerk
- Birinchi Kumar Rachanawali, 3 Bde., hgb.v.d. Bina Library of Guwahati, 2015

### Englische Schriften
- A Cultural History of Assam, 1951
- Studies in Early Assamese Literature, 1952
- Early Geography of Assam, 1952
- Modern Assamese Literature, 1957
- Shankaradeva, Vaishnava Saint of Assam, 1960
- History of Assamese Literature, 1964
- Temples and Legends of Assam, 1965

### Schriften auf Assami
- Kavya Aru Abhivyanjans, 1941
- Asamiya Katha-Sahitya, 1950
- Asamiya Bhasa Aru Sanskriti, 1957
- Asamar Loka Sanskriti, 1961 - „The popular culture of Assam“, „seine bedeutendste wissenschaftliche Publikation“ (Goswani, Obituary)

### Wissenschaftliche Aufsätze
- Aufsätze in Fachzeitschriften zu Themen der Folklore, der Ethnologie und Religionen Assams: „Fish-Lore of Assam“, „Ritual Dances of Assam“, „Notices of Buddhism in Assam“, „Place-names of Assam“, „Notices on sorcery and its practices in Assam“, „Betel chewing in Assam“, „Sankaradeva: The saint poet of Assam“ u. v. a.

### Romane und Kurzgeschichten
- Jivanaar Bataat, unter dem Pseudonym „Bina Barua“, 1944. („On the Road of Life“, 1945) „offenbart ein Verständnis für das Leben auf dem Land, das in der Literatur Assams selten anzutreffen ist“ (Goswamy, Obituary); „Meilenstein der Literatur Assams“ (Banikanta Kakati)
- Pat Parivartan, unter dem Pseudonym „Bina Barua“, 1948 - Sammlung von Kurzgeschichten
- Aghoni Bai, unter dem Pseudonym „Bina Barua“, 1950 - Sammlung von Kurzgeschichten
- Seuji Pataar Kahani, „Geschichten der grünen Blätter“, in einem Teegarten spielend, unter dem Pseudonym „Rasna Barua“, in mehrere Sprachen übersetzt, 1959

### Reiseberichte
- Switzerland Bhraman, 1948
- Professor Baruar Chithi, 1968

### Kinderbücher
- Bharat Buranji
- Buranjir Katha, 1956

### Theaterstücke
- Ebalar Naat, 1955 (ein Einakter)